# Хіліазм
Хіліа́зм (від грец. χῑλιάς — «тисяча»), мілленари́зм (від лат. mille — «тисяча») — релігійне вчення про друге пришестя Христа та тисячолітнє земне царство, що має настати перед кінцем світу. Підґрунтям для виникнення хіліазму було пряме трактування Апокаліпсису:
І бачив я престоли, і тих, хто сидів на них, і суд їм був даний, і душі святих за свідчення про Ісуса й за Слово Боже, які не вклонилися звірині, ані образові її… і вони ожили й царювали з Христом тисячу років.
Хіліазм був особливо популярний в перші століття християства, навіть серед отців церкви, таких як святий Папій, Юстин Філософ, Іриней Ліонський.

## Види
Визначають такі види міленаризму:
- преміленаризм
- постміленаризм
- аміленаризм